# フランソワ・オマン＝ビイク
フランソワ・オマン＝ビイク(François Omam-Biyik、1966年5月21日 - )は、カメルーン出身の元サッカー選手、サッカー指導者。元カメルーン代表。ポジションはフォワード。1987年、1990年、1991年には、アフリカ年間最優秀選手賞で3位にノミネートされた。

## 経歴

### クラブ
1986年、カメルーンのキャノン・ヤウンデでキャリアをスタート。そこで1年ほどプレーした後、フランスのスタッド・ラヴァルに移籍し、3シーズンで81試合27得点という記録を残した。1990年、イタリアワールドカップでカメルーン代表として成功を収めた後、スタッド・レンヌに移籍し、1シーズンで38試合14得点を記録。1991年、ASカンヌへ移籍。35試合7得点を記録し、オリンピック・マルセイユに移籍するが、わずか２試合しか出番はなく、RCランスに移籍。３シーズンプレイした後、メキシコのクラブ・アメリカで3シーズンプレーし、75試合で49得点の活躍。その後はアトレティコ・ユカタン、UCサンプドリア、プエブラFCへと移籍し、2000年、LBシャトールーでキャリアを終えた。

### 代表
フランソワ・オマン＝ビイクは、1986年からカメルーン代表に選ばれ、63試合に出場し、21得点。
FIFAワールドカップでは、90年、94年、98年の3大会に出場し、11試合2得点という記録を残している。
中でも90年大会、アルゼンチンとの開幕戦では、驚異的な高さからのヘディングで得点を挙げ、アルゼンチンを下すという大番狂わせを起こした。

## 個人成績
| シーズン  | クラブ                 | リーグ                 | 出場 | 得点 |
| --------- | ---------------------- | ---------------------- | ---- | ---- |
| 1996      | キャノン・ヤウンデ     | プレミア・ディビジョン | ？   | ？   |
| 1997      | キャノン・ヤウンデ     | プレミア・ディビジョン | ？   | ？   |
| 1987—1988 | スタッド・ラヴァル     | リーグ・アン           | 24   | 11   |
| 1988—1989 | スタッド・ラヴァル     | リーグ・アン           | 25   | 4    |
| 1989—1990 | スタッド・ラヴァル     | リーグ・アン           | 32   | 12   |
| 1990—1991 | スタッド・レンヌ       | リーグ・アン           | 38   | 14   |
| 1991—1992 | ASカンヌ               | リーグ・ドゥ           | 35   | 7    |
| 1992      | マルセイユ             | リーグ・アン           | 2    | 0    |
| 1992—1993 | RCランス               | リーグ・アン           | 26   | 11   |
| 1993—1994 | RCランス               | リーグ・アン           | 24   | 7    |
| 1994—1995 | RCランス               | リーグ・アン           | 3    | 0    |
| 1994—1995 | クラブ・アメリカ       | リーガMX               | 36   | 33   |
| 1995—1996 | クラブ・アメリカ       | リーガMX               | 28   | 13   |
| 1996—1997 | クラブ・アメリカ       | リーガMX               | 12   | 3    |
| 1997      | アトレティコ・ユカタン | リーガMX               | 21   | 10   |
| 1997—1998 | UCサンプドリア         | セリエA                | 6    | 0    |
| 1998—1999 | プエブラFC             | リーガMX               | 17   | 5    |
| 1999—2000 | LBシャトールー         | リーグ・ドゥ           | 3    | 0    |

## 代表歴

### 出場大会
- カメルーン代表
  - アフリカネイションズカップ1988(優勝)
  - アフリカネイションズカップ1990(グループリーグ敗退)
  - 1990 FIFAワールドカップ(ベスト8)
  - アフリカネイションズカップ1992(4位)
  - アフリカネイションズカップ1994(グループリーグ敗退)
  - 1994 FIFAワールドカップ(グループリーグ敗退)
  - 1998 FIFAワールドカップ(グループリーグ敗退)

### 試合数
- 国際Aマッチ 67試合 25得点（1985年-1998年）[2]

| カメルーン代表 | 国際Aマッチ | 国際Aマッチ |
| 年             | 出場        | 得点        |
| -------------- | ----------- | ----------- |
| 1985           | 8           | 2           |
| 1986           | 1           | 1           |
| 1987           | 12          | 6           |
| 1988           | 1           | 0           |
| 1989           | 7           | 4           |
| 1990           | 8           | 1           |
| 1991           | 4           | 2           |
| 1992           | 5           | 1           |
| 1993           | 5           | 2           |
| 1994           | 3           | 1           |
| 1995           | 1           | 0           |
| 1996           | 3           | 2           |
| 1997           | 3           | 0           |
| 1998           | 6           | 3           |
| 通算           | 67          | 25          |

## タイトル

### クラブ
RCランス
- クープ・ドゥ・ラ・リーグ　1994

オリンピック・マルセイユ
- リーグ・アン　1992-93

キャノン・ヤウンデ　
- カメルーン・プレミア・ディビジョン　1985－86
- カメルーン・カップ　1986

### 代表
カメルーン代表
- アフリカネイションズカップ　1988

## 家族
息子のエミリオ・オマン＝ビイク、兄のアンドレ・カナ＝ビイク、甥のジャン＝アルメル・カナ＝ビイク、いとこのフランシス・エリエゼル・オマンもサッカー選手。